# 쓰이키정
쓰이키정(築城町)은 후쿠오카현 동부에 위치했던 지쿠조군의 정이다. 
2006년 1월 10일, 시다정과 대등합병해 고게정이 성립하였다, 자치체로서는 쓰이키정은 소멸하였다.

## 지리
후쿠오카현 북동부에 위치하며 남북으로 길쭉한 정역을 갖고 있다.마을의 최북부에 있는 쓰이키역 앞을 중심으로 시가지를 형성하고 있으며, 시가지로부터 조금 떨어진 곳에 항공 자위대 쓰이키 기지가 있다.

## 역사
- 1955년 4월 1일 - 쓰이키촌, 시모키이촌, 가미키이촌이 합병, 정으로 승격해 쓰이키정이 성립하였다.
- 2006년 1월 10일 - 시다정과 대등합병해 고게정이 성립하였다, 자치체로서는 쓰이키정은 소멸하였다.

## 교통

### 철도
- 규슈 여객철도 닛포 본선

### 도로
- 국도 10호선

## 같이 보기
- 쓰이키 기지
- 쓰이키역